# Iko (efternamn)
Iko är en förkortad variant av det ukrainska efternamnet Ivanenko. Den 31 december 2021 fanns det 8 personer med Iko som efternamn folkbokförda i Sverige.

## Personer med efternamnet Iko
- Karin Åström Iko (född 1967), arkivarie
- Per Iko (född 1963), militärhistoriker
- Ove Iko (född 1931), beräkningsingenjör
- Maj-Britt Iko (1931-1972), kurator
- Elisif Iko (1906-2001)
- Boris Iko (1893-1968), maskininspektör